# Boulevard Maisonneuve
Pour les articles homonymes, voir Boulevard De Maisonneuve et Maisonneuve.
 (novembre 2024).
Si vous disposez d'ouvrages ou d'articles de référence ou si vous connaissez des sites web de qualité traitant du thème abordé ici, merci de compléter l'article en donnant les références utiles à sa vérifiabilité et en les liant à la section « Notes et références ».
Le boulevard Maisonneuve est une artère importante située au cœur du centre-ville de Gatineau. 

## Situation et accès
Ce boulevard sert de liaison entre le Pont du Portage jusqu'aux autoroute 5 et la 50 ainsi que le boulevard Fournier. Il donne aussi accès au pont Macdonald-Cartier et au pont Alexandra (via le boulevard des Allumettières.

### Boulevard actuel
Le boulevard Maisonneuve est une route à 6 voies de la rue Laurier au boulevard Sacré-Cœur, où il se divise avec le boulevard Fournier et l' autoroute 5 en direction d'Ottawa. Au sud de la rue Laurier, il devient le pont Portage , qui fait partie du boulevard de la Confédération de la région de la capitale nationale . Aux heures de pointe, une voie est réservée aux bus, taxis et covoiturage de la STO et d' OC Transpo (avec au moins 3 personnes par véhicule). La limite de vitesse est de 50 km/h, mais la circulation pendant les heures creuses est généralement beaucoup plus rapide.

### Projets récents de routes et de condominiums
Aujourd'hui, la Ville de Gatineau et la Commission de la capitale nationale ont modernisé la route entre l'autoroute 5 et des Allumettières. Ils ont déjà fait des changements de paysage importants sur la surface de la route avec des trottoirs plus larges et de nombreux planteurs, de nouveaux feux de circulation et de nouveaux bancs. En même temps, la Ville remplace plusieurs maisons plus anciennes par une copropriété neuveprojets pour donner à la route un look beaucoup plus moderne. La dernière mise à jour était un projet de construction de nouvelles unités au coin du boulevard des Allumettières. Ceux-ci remplaceront deux ou trois unités très anciennes à proximité. La Ville essaie de ne pas mélanger différents types d'unités (ce qui signifie ne pas mélanger les maisons du début du XXe siècle avec des maisons plus modernes); cependant, ce n'est peut-être qu'une tactique pour cacher les quartiers les plus pauvres de la ville, car le centre-ville est considéré comme le plus pauvre de toute Gatineau. Cependant, il existe encore de nombreuses structures anciennes de forme approximative qui sont situées le long du côté est de la route.

## Origine du nom
Le boulevard tire son nom de Paul de Chomedey de Maisonneuve, un personnage marquant de la Nouvelle-France.

## Historique
Initialement appelée « rue Britannia », la partie nord du boulevard a porté le nom de « rue Lorne » avant 1908 puis elle est renommée « boulevard Maisonneuve » en 1912.
La construction de cette route a été une source de controverse dans les années 1960 et 1970. Toute la zone où se trouve maintenant le boulevard Maisonneuve était un quartier résidentiel avec un grand nombre de maisons qui ont été construites au début du 20e siècle. À cette époque, il y avait un besoin urgent de construire une route principale parce que le côté québécois de la région de la capitale nationale se développait très rapidement et que davantage de navetteurs se déplaçaient de la banlieue vers le centre-ville de Hull. Au cours des années 1970, plusieurs immeubles de bureaux du gouvernement fédéral comme la Place du Portage, la Place du Centre, l' hôtel de ville et le Centre des congrès ont été construits au centre-ville de ce qui était alors la ville de Hull. De plus, de nombreux gratte-ciel ont été construits dans le centre-ville d'Ottawa, augmentant le trafic de banlieue vers le centre d'Ottawa des deux côtés de la rivière.
La décision controversée a ensuite été prise de démolir une longue file de maisons afin de faire de la place pour le nouveau boulevard artériel, facilitant ainsi les déplacements de banlieue vers Ottawa. En même temps, le pont Portage a été construit à l'extrémité sud de Maisonneuve en direction de la rue Wellington et de la promenade Sir John A. Macdonald à Ottawa.